# Sparizione (romanzo)
Sparizione (Vanish) è un romanzo dell'autrice americana Tess Gerritsen. Si tratta del quinto libro della serie sulla detective Jane Rizzoli e sul medico legale Maura Isles. Pubblicato per la prima volta negli Stati Uniti nel 2005, è arrivato in Italia nel 2008, tradotto da Adria Tissoni.

## Trama
È un caldo mese di agosto a Boston e la detective Rizzoli ormai oltre il termine stabilito per la nascita del bambino è sul banco dei testimoni quando le si rompono le acque e deve recarsi di corsa in ospedale per il parto. Intanto la sera prima, nel medesimo ospedale, è stata ricoverata una giovane donna che la dottoressa Maura Isles aveva trovato, all'apparenza deceduta, tra le salme in attesa di autopsia. Quando Maura si era resa conto che la donna era ancora viva aveva chiamato con urgenza la vicina struttura ospedaliera e aveva iniziato la rianimazione.
Mentre il marito di Jane, l'agente dell'FBI Gabriel Dean, si reca a casa per prendere la borsa di Jane per il ricovero ospedaliero avviene l'impensabile: la giovane donna sconosciuta, risvegliandosi circondata dalla dottoressa Isles, da una guardia di sicurezza e da un medico, inizia ad agitarsi. Ruba alla guardia la pistola, la uccide e poi, dopo aver tentato la fuga, si barrica all'interno della medesima ala dell'ospedale in cui si trova Jane Rizzoli, prendendola in ostaggio insieme ad altri pazienti e alla sua ginecologa.
Iniziano così ore di attesa e sgomento per tutti, in particolare per Gabriel che teme che la sequestratrice possa venire a conoscenza del fatto che Jane è un poliziotto. Arrivano sul posto anche le agenzie federali e, una volta stabilita che la sconosciuta è di probabili origini russe si inizia a parlare di terrorismo ceceno. Gabriel e i colleghi di Jane non sono convinti, ma non sono loro a gestire la situazione. Intanto il medico legale Abe Bristol effettua l'autopsia sulla guardia di sicurezza, mentre Maura e Gabriel decidono di assistervi in quanto nessuno all'ospedale conosce la vittima e non vi sono dipendenti con il suo nome, perciò anch'egli è uno sconosciuto. Nel corso dell'autopsia della finta guardia si rileva un'importantissima informazione: l'arma utilizzata era caricata con proiettili duplex: in ogni cartuccia sono inseriti due proiettili. In questo modo con un solo sparo partono due proiettili che seguono traiettorie leggermente differenti per ottenere il massimo danno. Non è certamente un'arma regolamentare per una guardia di sicurezza. Risulta quindi chiaro che quell'uomo era entrato nell'ospedale con lo scopo di uccidere la sconosciuta che, come Jane scopre, si chiama Olena.
Al termine dell'autopsia una notizia sconvolgente raggiunge Maura e Gabriel: un uomo vestito di nero è riuscito a superare le forze di polizia, a entrare nell'edificio e a raggiungere la sconosciuta. Ora i sequestratori sono due. Il secondo sequestratore viene presto identificato come Joseph Roke, un americano della Virginia che soffre di paranoia e che sostiene diverse teorie del complotto. John Barsanti dell'FBI informa inoltre Gabriel che l'uomo è ricercato per aver ucciso un poliziotto a New Haven (Connecticut) appena due mesi prima.
La notizia della vera identità di Jane viene infine rivelata dalla stampa e anche i sequestratori vengono a saperlo. Invece di ucciderla, le chiedono di aiutarli a fare giustizia e Jane parla loro di suo marito, del fatto che è un agente dell'FBI e l'unica persona a cui affiderebbe la propria vita. Gabriel riesce quindi a entrare nell'ospedale su richiesta dei sequestratori. I quattro parlano solo per pochi minuti, così Gabriel e Jane ne ricavano solo due nomi: Ashburn e Mila. Infatti, poco dopo, le squadre d'assalto inondano di fentanile la stanza, uccidono i sequestratori a colpi di arma da fuoco e liberano gli ostaggi.
Jane dà alla luce una bambina e presto viene raggiunta dal marito e circondata dai famigliari e dagli amici. Intanto Maura riesce a trattenere i corpi dei due sequestratori sotto la giurisdizione della Polizia di Boston in modo da avere la possibilità di effettuare lei stessa le autopsie. In breve tempo però la squadra federale delle Operazioni Speciali riesce a farsi consegnare i corpi e tutte le prove, tagliando completamente fuori dall'indagine la polizia di Boston e la squadra di John Barsanti.
Tornati a casa dall'ospedale, Jane cerca di abituarsi alla nuova situazione familiare ma è assillata da incubi inquietanti che riguardano il sequestro e da un nome che le si affaccia sempre alla mente: Mila. Intanto l'unico legame con il caso rimane la cartuccia dei proiettili che hanno ucciso la finta guardia. La ricerca del detective Thomas Moore nel database federale ha dato i suoi frutti: la stessa arma è stata usata in una sparatoria avvenuta ad Ashburn in Virginia nel gennaio di quell'anno. In quella circostanza cinque donne non identificate erano state uccise a colpi di arma da fuoco in una casa isolata.
Jane e Gabriel si mettono ad indagare, recandosi perfino in Virginia a esaminare la casa di Ashburn in cui avvenne la sparatoria e si consultano con la squadra dell'FBI guidata da Barsanti. Questi si occupa della sparizione di centinaia di ragazze che ogni anno vengono fatte entrare illegalmente negli Stati Uniti e poi tenute segregate come schiave in case come quella di Ashburn. Alla fine Jane capisce che la chiave per scoprire la verità è Mila. Devono riuscire a trovarla, ma questo mette lei e la neonata figlia Regina in grave pericolo. Solo l'intervento della giovane ragazza russa impedirà che Jane e sua figlia vengano uccise da un assassino privo di qualunque scrupolo.

## Premi e riconoscimenti
Questo romanzo ha fatto vincere all'autrice Tess Gerritsen il Premio Nero Wolfe nell'edizione del 2006. Sparizione, nel 2006, è stato candidato anche agli Edgar Allan Poe Awards indetti dall'associazione Mystery Writers of America e al Premio Macavity indetto dall'associazione Mystery Readers International, nella categoria Best Mystery Novel.

## Edizioni Italiane
- Tess Gerritsen, Sparizione, collana La gaja scienza, traduzione di Adria Tissoni, Milano, Longanesi & C., 2008,  pp. 350, ISBN 978-88-304-2559-0.
- Tess Gerritsen, Sparizione, collana Best Thriller, traduzione di Adria Tissoni, Milano, SuperPocket, 2009,  p. 350, ISBN 978-88-462-1040-1.
- Tess Gerritsen, Sparizione, collana TEAdue, traduzione di Adria Tissoni, Milano, TEA, 2010,  p. 350, ISBN 978-88-502-2171-4.